# Muʿawiya Ier
Muʿawiya Ier (Muawiya) ou ʾAbū ʿAbd Ar-Raḥmān Muʿāwiya ibn ʾAbī Sufyān (en arabe : أبو عبد الرحمن معاوية بن أبي سفيان), né en 602 à La Mecque et mort en 680 à Damas, est le premier calife omeyyade. Il est le fils de ʾAbū Sufyān ibn Ḥarb, l'un des plus farouches adversaires du prophète de l'islam, Mahomet, devenu ensuite un de ses compagnons (sahaba) après sa conversion.
Muʿawiya, qui se convertit à l'islam avec sa famille lors de la conquête de la Mecque en 630, devient scribe du Prophète et combat aux côtés des musulmans. Sous le califat de ʿUmar ibn Al-Khaṭṭāb, Muʿawiya est nommé gouverneur de Syrie. Il refuse ensuite de prêter allégeance à Ali ibn Abi Talib, successeur de Uthmān ibn ʿAffān, déclenchant ainsi la Première Fitna. Après la bataille de Siffin (657), Ali accepte un arbitrage entre lui et son adversaire.

## Jeunesse
La date de la naissance de Mu'awiya reste incertaine. Les sources islamiques citent notamment 597, 603 ou 605. Son père, Abu Sufyan ibn Harb, est un important marchand de la Mecque, qui mène des caravanes jusqu'en Syrie byzantine. Il est le chef de la tribu des Banu Abd-Shams, un clan des Qurayš qui dominent la Mecque. Son père est d'ailleurs l'un des principaux opposants à Mahomet. Il a d'ailleurs un lien de parenté indirect avec ce dernier, au travers d'un ancêtre paternel commun, Abd Manaf ibn Qusai, qui vit au Ve siècle. Sa mère, Hind bint 'Utba, est une membre des Banu Abd Shams. 
En 624, Mahomet et ses partisans tentent d'intercepter une caravane du père de Mu'awiya, alors qu'elle revient de Syrie. Abu Sufyan demande alors des renforts. L'armée des Quraych est alors vaincue au cours de la bataille de Badr, lors de laquelle meurt le frère aîné de Mu'awiya, Hanzala, et leur grand-père maternel, Utbah ibn Rabi'ah. Abu Sufyan réagit en prenant la place du chef de l'armée mecquoise, tué dans les combats, et en conduisant son armée à la victoire lors de la bataille de Uhud en 625. Toutefois, cette victoire ne suffit pas à affaiblir suffisamment Mahomet, réfugié à Médine et qui résiste au cours de la bataille de la Tranchée en 627. L'échec d'Abu Sufyan conduit à son éviction de la tête des Quraych.
La mère de Mu'awiya ne participe pas aux négociations qui aboutissent au Traité d'Houdaybiya entre les Quraych et Mahomet en 628. L'année suivante, Mahomet épouse Rumleh bint Abi-Sufyan, la soeur de Mu'awiya, qui s'est convertie à l'islam quinze ans plus tôt. Cette union impliquerait un apaisement des tensions avec Abu Sufyan, lequel participe aux négociations de 630 à la suite de la violation du traité d'Houdaybiya par les Quraych. Quand Mahomet prend La Mecque en 630, Mu'awiya et sa famille se convertissent. Selon al-Baladhuri et Ibn Hajar al-Asqalani, Mu'awiya se serait même converti dès 628. Il devient l'un des katib (scribes) de Mahomet à Médine, faisant partie des dix-sept membres de l'élite littéraire des Quraych,.

## Gouverneur de Damas

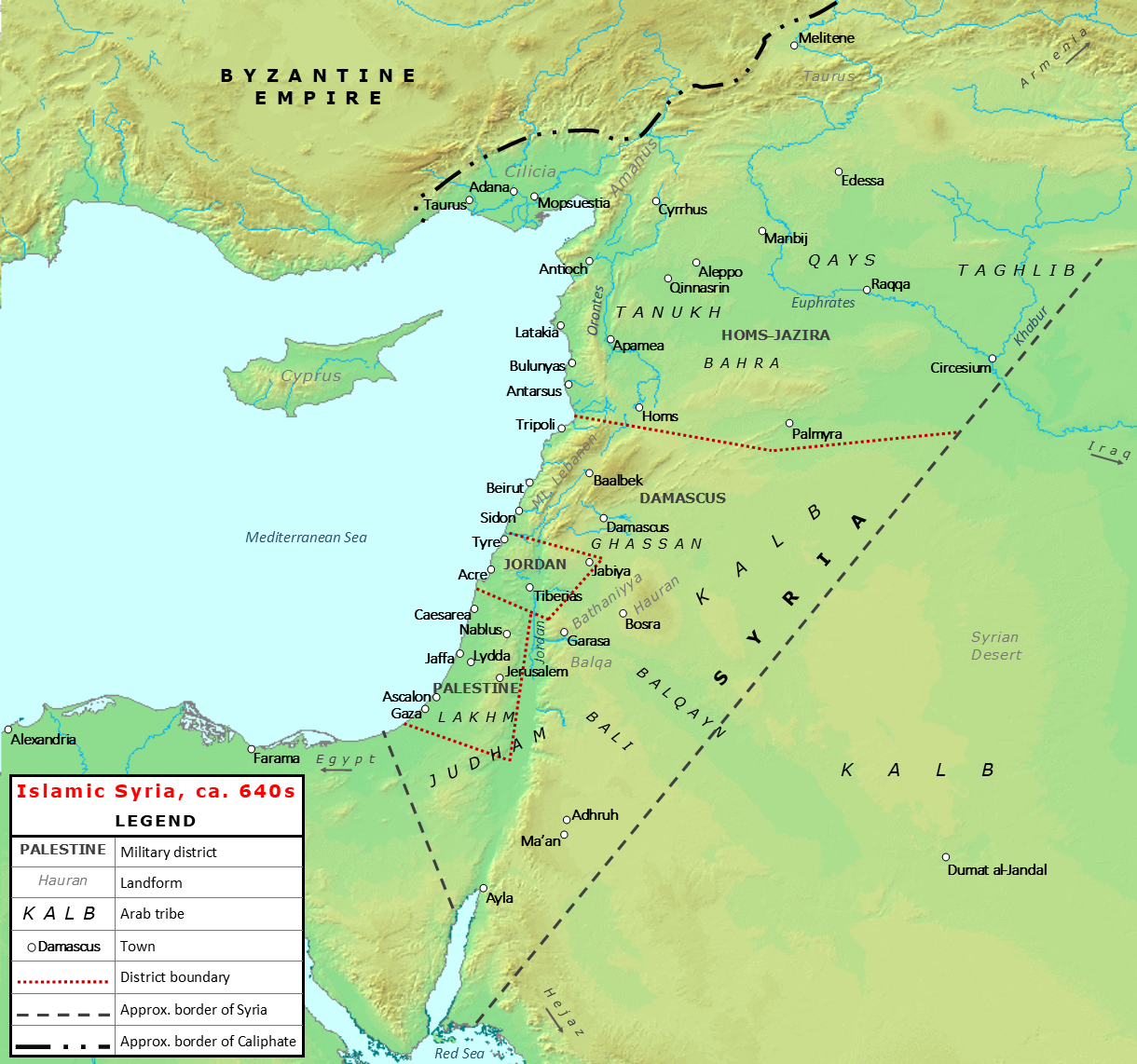
Le Proche-Orient au début de l'ère musulmane.

À la mort de Mahomet, c’est Abu Bakr qui devient calife. Avec ses premiers successeurs, Omar ibn al-Khattâb, Othmân ibn Affân et Ali, ils sont connus comme les califes rashiduns, les distinguant des Omeyyades à venir. Abu Bakr est confronté à l’hostilité de Médine et à la défection de plusieurs tribus arabes et il s’appuie sur deux clans en particulier, les Banu Makhzum et les Banu Abd Shams. Parmi eux, il fait notamment appel au frère de Mu’awiya, Yazid, pour l’aider à réprimer les séditions. Ensuite, il est envoyé conquérir la Syrie byzantine à partir de 634. Mu’awiya est alors le commandant de son avant-garde, ce qui donne aux deux hommes une place prééminente dans la conquête syrienne. 
À la mort d’Abu Bakr en 634, Omar nomme Abu Ubayda ibn al-Jarrah comme chef suprême des armées musulmanes en Syrie, peu après la déroute des Byzantins à la bataille du Yarmouk en 636. En 637, Mu’awiya fait partie des officiers à rentrer dans Jérusalem conquise avec Omar. Par la suite, Abu Ubayda envoie Mu’awiya et Ali pour prendre les cités côtières de Sidon, Beyrouth et Byblos. Après la mort d’Abu Ubayda en 639, Omar confie à Yazid les provinces de Damas, de Jordanie et de Palestine, tandis qu’Iyad ibn Ghanm devient gouverneur d’Homs et de la Jézireh. Quand Yazid meurt peu après, c’est Mu’awiya qui prend sa suite comme gouverneur fiscal de Damas, voire de la Jordanie. En 640 ou 641, il prend Césarée puis Ascalon, achevant la conquête musulmane de la Palestine. Il pourrait avoir enchaîné par une campagne contre la Cilicie, pénétrant jusqu’à Euchaïta. En 644, il mène également un raid jusqu’à Amorium. 
La promotion des fils d’Abu Sufyan donne une prééminence accrue aux Quraychite parmi les Musulmans, au détriment de l’autorité d’Omar. Selon Leone Caetani, ce traitement de faveur témoignerait du respect d’Omar envers les Omeyyades. Wilferd Madelung est plus sceptique, estimant qu’Omar n’a guère le choix, du fait de l’absence d’alternative viable à Mu’awiya en Syrie, alors que la peste fait rage. 
Quoi qu’il en soit, quand Othman devient calife en 644, Mu’awiya contrôle la Palestine en plus de la Syrie, tandis qu’un compagnon de Mahomet, Umayr ibn Sa’d al-Ansari, reste à la tête de Homs et de la Jézireh. Vers 646-647, Othman rattache finalement cette région à Mu’awiya, renforçant son influence politique et militaire. 
Mu’awiya en profite pour s’allier aux Banu Kalb, la tribu dominante de la Syrie désertique, notamment dans la région de Palmyre. Elle domine également la confédération de la Quda’a. C’est un mouvement décisif car les Banu Kalb sont restés neutres jusqu’alors, alors même qu’ils ont été courtisés par Médine, qui n’apprécie pas que des convertis plus récents comme les Omeyyades gagnent en influence. En outre, les Kalb et la Quda’a peuvent se prévaloir de leur expérience militaire comme auxiliaires des Byzantins lors des guerres avec les Sassanides. Ils sont également habitués à servir une puissance suzeraine et sont disciplinés. Pour affermir cette alliance, Mu’awiya épouse Maysun, la fille de Bahdal ibn Unayf, chef du clan principal des Banu Kalb,,. 
Cette alliance avec les tribus arabes autochtones de Syrie est rendue nécessaire par l’impact de la peste sur les effectifs militaires des troupes musulmanes venues conquérir la Syrie. Il ne reste de cette armée que quelques milliers d’hommes, ce qui nécessite de la compléter de troupes locales. Mu’awiya se montre très ouvert dans son recrutement, allant jusqu’à mobiliser de nombreux Chrétiens dans ses armées, notamment comme forces auxiliaires. Ainsi, les Tanoukhides ou la tribu partiellement convertie des Banu Tayy, sont enrôlés. Pour payer ces nouveaux soldats, Mu’awiya obtient du nouveau calife la propriété des anciennes propriétés impériales de l’Empire byzantin, d’abord considérées comme un bien de l’armée musulmane. 

Le califat rachidun vers 654, peu avant la prise du pouvoir de Mu'awiya.

Si les Chrétiens de langue araméenne restent nombreux en Syrie, les éléments grecs de la population ont largement fui, contribuant à dépeupler les cités syriennes. Quant à ceux qui restent, ils sont encore favorables à l’Empire byzantin. À la différence d’autres provinces conquises par les Musulmans, où ces derniers fondent de nouvelles cités, en Syrie, ce sont les anciennes villes qui servent de lieux de garnison et de centres administratifs, telles Damas, Alep, Tibériade, Jérusalem ou Qinnasrīn. Mu’awiya s’efforce donc de les repeupler et de les renforcer, notamment les villes côtières comme Antioche, Baldé, Tartous, Maraclée ou Baniyas. À Tripoli, il installe de nombreux Juifs. À Homs, Antioche ou Baalbek, ce sont des Perses qui sont installés, parfois issus de la brève occupation de la région par les Sassanides quelques décennies plus tôt. Sous la supervision d’Othman, il installe également des groupes nomades (les Banu Tamim, Banu Asad ou Qaysites) au nord de l’Euphrate et aux environs de Raqqa,.

### Guerre contre les Byzantins
Une fois son autorité renforcée et son appareil militaire constitué, Mu’awiya peut reprendre ses actions contre l’Empire byzantin en Méditerranée orientale. Il restaure les ports de Tripoli, Beyrouth, Acre et Jaffa pour bâtir une marine,. Si Omar l’a empêché de lancer une campagne contre Chypre, craignant la faiblesse des Musulmans sur les mers, Othman l’autorise à lancer l’assaut. Mu’awiya veut déloger les Byzantins de cet avant-poste qui risque de menacer la récente présence musulmane au Proche-Orient. L’année exacte du raid est incertaine, comprise entre 647 et 650, tandis que des inscriptions grecques mentionnent deux raids au cours de cette période. 
Selon des historiens du IXe siècle comme al-Baladhuri, Mu’awiya mène le raid en personne, accompagné de sa femme, Katwa et avec le commandant ‘Ubada ibn al-Samit. Katwa meurt sur l’île et Mu’awiya se remarie avec sa sœur, Fakhita. D’autres sources musulmanes plus proches de l’événement affirment que el raid est mené par l’amiral Abd Allah ibn Qays, qui débarque à Salamis pour lancer l’occupation de l’île. Dans tous les cas, les Chypriotes doivent payer un tribut équivalant aux taxes payées aux Byzantins. Pour garder la main, Mu’awiya installe une garnison et une mosquée sur l’île, qui devient une sorte de condominium aux marges des mondes byzantin et musulman, ce dont semble se satisfaire la population.
L’irruption des Musulmans sur les mers, due en bonne partie aux efforts de Mu’awiya, permet de lancer des raids sur la Crète et Rhodes en 653, qui permettent à Mu’awiya de constituer d’importants butins. En 654 ou 655, une expédition navale conjointe est lancée depuis Alexandrie et les ports syriens pour détruire la flotte byzantine de Constant II lors de la bataille des Mâts. Cette victoire navale ouvre la voie aux Musulmans pour menacer directement Constantinople lors des années suivantes, peut-être sous le commandement d’un lieutenant de Mu’awiya, Abou’l-Awar. 
Dans le même temps, Mu’awiya progresse également sur le front arménien malgré deux tentatives de conquêtes infructueuses. En 650, il conclut une trêve de trois ans avec les Byzantins, avant d’obtenir la soumission du prince arménien Théodoros Rechtouni en 653, alors que les Byzantins se retirent d’Arménie. En 655, le commandant Habib ibn Maslama al-Fihri prend Théodosiopolis et déporte Rechtouni en Syrie, affirmant la domination musulmane sur l’Arménie.

## Conflit avec ʿAlī ibn ʾAbī Ṭalib

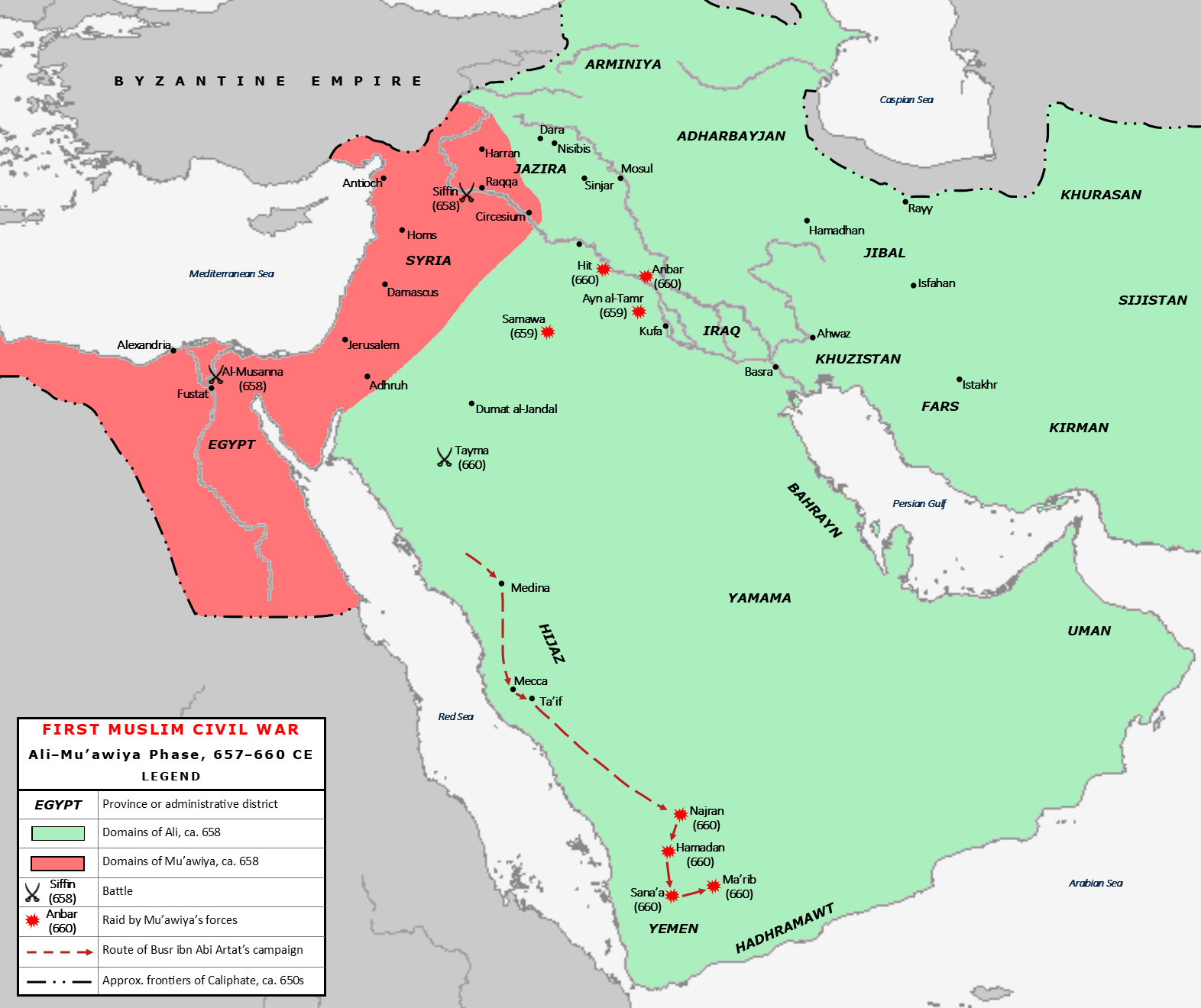
Carte de la première Fitna, avec les terres dominées par Mu'awiya en rouge et celles d'Ali en vert.

Alors qu'il bataille avec les Byzantins, Mu'awiya jouit d'une paix relative sur les terres qu'il contrôle, tandis que la grogne monte dans d'autres régions du califat, en particulier à Médine ou en Égypte, contre Othman. Néanmoins, le calife finit par exiler à Damas Abu Dhar Al-Ghifari pour l'avoir critiqué publiquement. Seulement, Abu Dhar s'en prend désormais à Mu'awiya et aux sommes somptuaires qu'il aurait dépensées pour son palais à Damas, ce qui l'amène à être expulsé de Damas. En parallèle, la confiscation de terres irakiennes par Othman et le népotisme dont il ferait preuve lui aliène une part croissante des Musulmans, notamment les élites dépossédées.
En juin 656, le calife est assiégé par des rebelles égyptiens et il demande l'aide de Mu'awiya. Celui-ci envoie une armée vers Médine mais elle apprend en chemin la mort d'Othman. C'est Ali qui est reconnu comme son successeur à Médine mais Mu'awiya refuse de le reconnaître, ce qui provoque un conflit ouvert. Ali envoie un nouveau gouverneur pour la Syrie mais il ne peut rentrer dans la province. Toutefois, d'autres historiens comme Madelung estiment que cet épisode n'a pas existé et que les premiers mois du califat d'Ali ne voient aucune relation formelle s'ouvrir entre lui et Mu'awiya.
En revanche, Ali s'oppose vivement aux Quraych, menés par Zubayr ibn al-Awwam et Talha, deux compagnons de Mahomet soutenus par Aïcha, qui craignent de perdre leur influence. La guerre civile qui s'ensuit est connue comme la première Fitna. Ali vainc ce trio lors de la bataille du chameau et contraint Aïcha à se retirer à Médine. Après avoir repris le contrôle de l'Irak, de l'Arabie et de l'Égypte, Ali décide de renforcer son emprise sur la Syrie mais Mu'awiya dispose désormais d'une solide assise territoriale et demande justice pour Othman. S'il ne revendique pas le califat, il souhaite clairement maintenir son contrôle sur la Syrie.
Néanmoins, la position de Mu'awiya, coincé entre les provinces soumises par Ali et l'Empire byzantin, demeure fragile. En 657-658, il conclut avec une trêve avec ce dernier, pour sécuriser sa frontière nord. Après avoir échoué à gagner les faveurs du gouverneur d'Égypte, Qays ibn Sa'd, il se tourne vers le conquérant de cette région, Amr ibn al-As, avec qui il se résout à mettre un terme à la rivalité qui a pu l'opposer aux Omeyyades. Amr jouit d'une grande popularité auprès des troupes égyptiennes et obtient de devenir gouverneur à vie de l'Égypte si Mu'awiya l'emporte.
En outre, conseillé par al-Walid ibn Uqba, il décide de conclure des alliances avec les tribus yéménites d'Himyar, de Kinda et des Banu Hamdan, très présents autour d'Homs depuis la conquête. Il s'appuie notamment sur Shurahbil ibn Simt, très respecté parmi les Kinda. Ensuite, il se rapproche du chef des Banu Judham, Natil ibn Qays, présent en Palestine. Il lui permet notamment de conserver certains trésors de la région dont il s'est emparé sans permission. Grâce à tous ces soutiens, Mu'awiya est prêt à affronter Ali, dont l'émissaire, Jarir ibn Abd Allah, reçoit de Mu'awiya une lettre qui s'apparente à une déclaration de guerre.

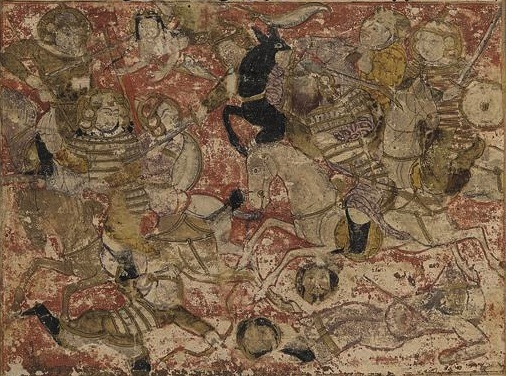
La bataille de Siffin représentée dans le Tarikhnama, texte persan du X.

Au début de juin 657, les armées de Mu'awiya et d'Ali se rencontrent à Siffin près de Rakka, lançant une série d'escarmouches conclues par une trêve d'un mois le 19 juin. Mu'awiya en profite pour envoyer Habib ibn Maslama comme messager auprès d'Ali, lui demandant de livrer les assassins présumés d'Othman, d'abdiquer et de permettre la réunion d'un shura pour décider du nouveau calife. Ali refuse et, le 19 juillet s'ouvre une semaine de duels entre les principaux officiers des deux armées. Le 26 juillet, la bataille s'ouvre et les forces d'Ali approchent dangereusement de la tente de Mu'awiya qui fait donner sa troupe d'élite qui repousse l'adversaire. Le lendemain, les Syriens sont fragilisés par la mort des deux principaux généraux de Mu'awiya, Ubayd Allah et Samayfa ibn Nakur. 
Certains conseillers de Mu'awiya lui conseille de défier Ali en duel singulier, ce qu'il refuse. Finalement, la bataille atteint son apogée lors de la « nuit de la Clameur », le 28 juillet. Les forces d'Ali prennent l'avantage alors que les pertes deviennent élevées. Selon le récit d'al-Zuhri, Amr ibn al-As conseille à Mu'awiya de faire attacher des feuilles du Coran aux lances de ses soldats, pour convaincre l'adversaire de trouver une issue négociée. Selon al-Sha'bi, un officier d'Ali, al-Ash'ath ibn Qays, craint que les Byzantins ou les Perses ne profitent de cette guerre civile pour attaquer. Quoi qu'il en soit, Mu'awiya fait brandir les feuilles du Coran, ce qui crée une certaine confusion dans les rangs d'Ali, dès lors que les Syriens semblent renoncer au sort des armes et à la vengeance contre les assassins d'Othman. 
Ali accepte alors d'ouvrir des négociations, allant jusqu'à renoncer à se présenter sous son titre de amir al-mu'minin, soit le commandeur des croyants, désignant traditionnellement le calife. Selon Hugh Kennedy, cela place les deux rivaux sur un pied d'égalité, ce que Madelung voit comme un succès pour Mu'awiya, tout en semant le trouble chez les partisans d'Ali,. Ainsi, quand celui-ci rentre à Koufa en septembre, une grande partie de ses troupes font défection, fondant le mouvement à venir des Kharidjites.
À la fin des négociations, Amr et les représentants syriens rentrent à Damas, où ils désignent Mu'awiya comme leur commandeur des croyants, le reconnaissant donc comme calife. En avril ou mai 658, Mu'awiya reçoit un serment d'allégeance qui vaut pour l'ensemble des Syriens, ce qui entraîne la rupture de tout contact avec Ali. Ce dernier décide d'entrer en guerre et fait maudire son rival dans les prières du matin. Mu'awiya réagit et fait de même. En juillet, il envoie une armée en Égypte dirigée par Amr, faisant suite à une demande d'intervention des partisans d'Othman, menacés d'être exterminés par le gouverneur Muhammad ibn Abi Bakr. Ce dernier est vaincu et exécuté par Amr qui s'empare de la capitale, Fustat. C'est une victoire majeure pour Mu'awiya, alors en pleine lutte contre les Kharidjites en Irak, qui tiennent Basra ainsi que l'est et le sud de la province. Toutefois, Mu'awiya reste prudent. Il préfère corrompre les principaux chefs tribaux autour d'Ali et harcèle la frontière occidentale de l'Irak. Le premier raid est mené par Al-Dahhak ibn Qays al-Fihri dans les environs de Koufa. Plus tard, c'est Sufyan ibn Awf qui s'en prend à Hit et Anbar. 
En 659 ou 660, Mu'awiya étend les opérations au Hedjaz, l'ouest de l'Arabie recouvrant la Mecque et Médine. Il y envoie Abd Allah ibn Mas'ada al-Fazari collecter l'impôt et des serments d'allégeance parmi les habitants de l'oasis de Tayma. Toutefois, cette entreprise est repoussée par les habitants de Koufa, tandis qu'une tentative d'approche des Quraysh de la Mecque échoue pareillement. 
À l'été 660, Mu'awiya finit par envoyer une grande armée sous le commandement de Busr ibn Abi Artat, pour prendre le Hedjaz et le Yémen. Il cherche à intimider les habitants de Médine sans s'en prendre à eux directement, de même qu'il épargne la Mecque mais il ordonne à son général d'être sévère envers les Yéménites. Busr s'avance vers les villes sacrées de l'islam sans rencontrer de résistance, ce qui permet d'obtenir leur allégeance. Au Yémen, il fait exécuter plusieurs notables à Najran et dans les environs, tandis qu'il massacre des membres de la tribu des Hamdan et des habitants de Sana'a et de Marib. Il se dirige alors vers Hadramaout mais il doit se replier face à l'arrivée de renforts ennemis. Finalement, l'assassinat d'Ali par un Kharidjite en janvier 661 met fin à la guerre civile.

## Fondation du Califat omeyyade

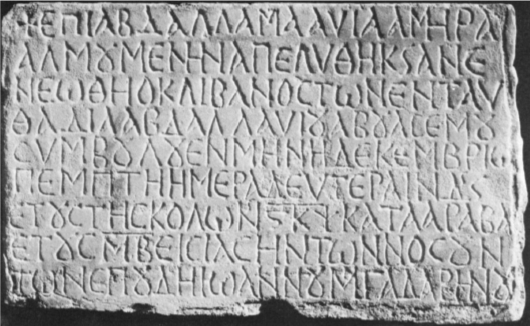
Inscription en grec retrouvée en Syrie, qui crédite Mu'awiya de la restauration des thermes romains à Hamat Gader.

Après la mort d'Ali, Mu'awiya quitte la Syrie qu'il laisse aux soins d'al-Dahhak ibn Qays. Il se dirige vers Koufa pour bloquer le fils d'Ali, Al-Hassan ibn Ali, nommé comme son successeur. Mu'awiya achète Ubayd Allah ibn Abbas, commandant de l'avant-garde d'Hassan qui déserte tandis que des émissaires sont envoyés auprès d'Hassan. Ce dernier accepte d'abdiquer en échange de garanties financières et Mu'awiya peut rentrer à Koufa en juillet ou septembre 661, où il est acclamé comme calife. Cette date est généralement retenue comme le début du califat des Omeyyades,.
Pour consolider son pouvoir, il reçoit des vœux d'allégeance à l'occasion d'une ou deux cérémonies tenues à Jérusalem en 660-661. Le géographe al-Maqdisi affirme que Mu'awiya a agrandi une mosquée initialement bâtie par Omar, à l'endroit de la future mosquée al-Aqsa. C'est là qu'il aurait reçu ces serments de loyauté. Selon des sources plus proches de l'événement, notamment la chronique maronite, Mu'awiya reçoit l'allégeance des chefs tribaux avant de prier au Golgotha et sur la tombe de la Vierge-Marie à Gethsémani, près du mont du Temple. 

### Actions intérieures et administratives
Il existe peu d'informations sur les conditions de l'action de Mu'awiya en Syrie. Il établit sa cour à Damas et y transfère le trésor califal, au détriment de Koufa. La Syrie devient le cœur de son pouvoir et il peut se reposer sur la population tribale locale, comptant jusqu'à 100 000 soldats potentiels. Il n'hésite pas à détourner une partie de la solde des garnisons irakiennes à leur profit. Le cercle rapproché de Mu'awiya repose sur 2 000 représentants des tribus de Kinda et de Quda'a, très bien rémunérés et qui sont consultés pour les principales décisions avec des droits de véto ou d'amendement,. Ibn Bahdal, Abd al-Rahman ibn Khalid ou al-Dahhak ibn Qays font partie de ses principaux soutiens.
Mu'awiya est crédité pour la création des divans (sortes de ministères), de la chancellerie (khatam) et de l'organisation d'une poste (barid). Selon al-Tabari, il subit une tentative d'assassinat par un Kharidjite alors qu'il prie à Damas en 661. En réaction, il instaure une garde personnelle ainsi que la Maqsura, zone réservée au calife au sein de la mosquée. Sa fiscalité repose largement sur le prélèvement d'impôts en Syrie mais aussi des terres confisquées en Irak et en Arabie. En outre, un cinquième du butin prélevé dans les raids contre les voisins du califat lui est réservé. Dans la Jézireh, il est confronté à des mouvements de population avec l'arrivée de tribus nouvelles, au détriment de celles déjà installées. 
La Syrie reste largement influencée par le modèle administratif byzantin et ce sont les Chrétiens qui gardent le contrôle du fisc, géré par Sarjoun ibn Mansour. Ce dernier est un fidèle de Mu'awiya et son père pourrait avoir été fonctionnaire sous Héraclius. Mu'awiya fait preuve de tolérance envers les Chrétiens, lesquels sont généralement loyaux envers le calife, dès lors que leur situation ne s'avère pas moins favorable qu'à l'époque byzantine. En revanche, les Syriens n'adoptent pas la monnaie battue par Mu'awiya, dès lors qu'elle ne fait pas figurer la Croix. Une inscription datant de son règne a été découverte en Syrie, le qualifiant de Abd Allah Mu'awiya, amir al-mu'minin (commandeur des Croyants), son nom étant précédé d'une croix. Il y est décrit come le restaurateur des thermes romains d'Hamat Gader. Selon l'historien Yizhar Hirschfeld, le calife s'efforce largement de plaire à ses sujets chrétiens. Il passe régulièrement les hivers dans un palais à Sinnabra, près de la mer de Galilée. Il aurait également fait rebâtir l'église d'Edesse après un séisme en 679 et s'intéresse à Jérusalem. Si les preuves archéologiques manquent, les textes médiévaux font référence à une mosquée primitive près du Mont du Temple, bâtie sur ordre du calife. 
Le défi principal de l'administration califale est alors d'assurer l'unité d'un Empire fracturé et qui s'appuie sur une armée avec une forte composante tribale, dont les éléments sont parfois hostiles les uns aux autres. Dans les provinces, il nomme des gouverneurs aux compétences civiles et militaires, dotés d'une grande autonomie puisque s'ils doivent reverser le produit de l'impôt au calife, dans les faits, une bonne part des taxes est distribuée au sein des garnisons provinciales. Le gouvernement s'appuie beaucoup sur les ashraf, les chefs tribaux, qui servent d'intermédiaires entre le gouvernement central et les tribus. Mu'awiya semble s'inspirer de son père quand il utilise les richesses collectées pour forger des alliances politiques. Il préfère généralement acheter ses ennemis que de les affronter. Hugh Kennedy souligne ainsi qu'il conclut des accords avec les chefs locaux, construisant son autorité par l'alliance de ceux qui sont prêts à coopérer et en essayant de s'attacher les services des figures les plus importantes de son temps et de son empire.

### L'Irak
C'est surtout en Irak que l'autorité de Mu'awiya demeure fragile. Là, des dissensions apparaissent entre les ashraf et les représentants d'une nouvelle élite musulmane, laquelle est divisée entre les partisans d'Ali et les Kharidjites. L'avènement de Mu'awiya entraîne la promotion de certaines personnalités, comme les anciens soutiens d'Ali que sont al-Ash'ath ibn Qays et Jarir ibn Abd Allah, au détriment d'autres soutiens plus récents du défunt calife, Hujr ibn Adi ou Ibrahim. En 661, Mu'awiya décide de placer al-Mughira ibn Shu'ba comme gouverneur de Koufa. Il compte bénéficier de ses expériences militaires et admninistratives, autant que de sa connaissance de l'Irak. Pendant dix ans, il maintient la paix dans la cité, tout en permettant aux habitants de conserver leurs riches possessions, d'anciennes terres des Sassanides, dans le district de Jibal. En outre, il se distingue par la régularité qu'il assure dans le paiement des soldes.
A Bassora, il garde comme gouverneur Abdallah ibn Amir, déjà nommé sous Othman. Ibn Amir reprend des expéditions dans la région du Sistan, allant jusqu'à Kaboul. En revanche, il échoue à maintenir l'ordre à Bassora, où les habitants protestent contre ces campagnes dispendieuses et lointaines. Mu'awiya finit par le remplacer par Ziyad ibn Abi Sufyan en 664 ou 665. Il s'agit d'un ancien partisan fervent d'Ali, qui s'est enfermé un moment dans sa forteresse d'Istakhr dans le Fars, avant de se rendre. Persuadé par son mentor de reconnaître Mu'awiya, ce dernier le récompense en le nommant à cette fonction. Il va même jusqu'à l'adopter comme demi-frère paternel malgré les protestations de plusieurs de ses proches, dont son fils Yazid.
Par ailleurs, Mu'awiya rattache la région de Koufa au gouvernorat de Bassora, ce qui fait de Ziyad une sorte de vice-roi sur tout l'est du califat. Faisant face à une certaine surpopulation en Irak, il réduit le nombre de troupes en garnison et envoie 50 000 soldats et leur famille s'installer dans le Khorasan, aux marges des terres musulmanes. Cela permet de renforcer l'assise califale dans cette région et permet ensuite de se projeter sur la Transoxiane. Ziyad confisque aussi les terres de la couronne détenues par les soldats de Koufa, pour en faire des terres directement propriété du calife. Une révolte, menée par Hujr ibn Adi, est rapidement réprimée dans le sang, Hujr étant exécuté avec sa famille sur ordre du calife. Cette sentence de mort devient ensuite un des ferments de l'opposition des partisans d'Ali autour de Koufa. Ziyad meurt finalement en 673 et son fils, Ubayd Allah, est nommé progressivement à l'ensemble des fonctions de son père. Ainsi, les Banu Thaqif, parmi les plus actifs dans la conquête de l'Irak, gagnent la haute main sur l'administration de cette province.

### L'Egypte
En Egypte, Amr se comporte en partenaire plus qu'en vassal du calife. Il peut conserver l'essentiel des revenus fiscaux de la province mais Mu'awiya demande la reprise des transports de grain et d'huile vers Médine, interrompus lors de la première Fitna. Après la mort d'Amr en 664, le frère de Mu'awiya, Utba et un compagnon du prophète, Uqba ibn Amir, servent comme gouverneurs, avant que Mu'awiya ne nomme Maslama ibn Mukhallad en 667,. Il reste gouverneur jusqu'à la mort du calife et se distingue par son oeuvre d'expansion de Fustat et de mosquée. Il déplace également le principal chantier naval égyptien vers l'île de Roda, considérant qu'Alexandrie est trop exposée aux raids byzantins.
La présence arabe en Egypte est encore limitée à la garnison principale de Fustat et à celle, plus secondaire, d'Alexandrie. L'afflux de troupes syriennes amenées par Amr en 658 puis de troupes de Bassora par Ziyad en 673, entraîne l'augmentation forte de la garnison de Fustat, qui passe de 15 000 hommes à 40 000 hommes. Utba accroît également la garnison d'Alexandrie à 12 000 soldats et bâtit une résidence pour le gouverneur, alors que la population grecque et chrétienne est globalement hostile au nouvel occupant. Face à la difficulté à tenir la région, Mu'awiya envoie près de 15 000 hommes en renforts depuis la Syrie et Médine. Dans l'ensemble, les troupes égyptiennes sont moins sujettes aux révoltes qu'en Irak, même si quelques éléments à Fustat s'opposent épisodiquement à des décisions califales. C'est notamment le cas quand Mu'awiya s'empare de terres de l'Etat à Fayoum pour les donner à son fils Yazid. Il est finalement contraint de revenir sur sa décision face aux protestations.

### L'Arabie
Si Mu'awiya a pu bénéficier des faveurs d'Othman envers le clan des Omeyyades, dont il fait partie, il ne promeut pas spécialement les membres de son lignage à de hautes fonctions, tant comme gouverneurs de province que comme membres de la cour,. Il les confine plutôt à Médine, l'ancienne capitale du califat et siège de l'élite omeyyade et Quraychite. Cette relégation suscite de l'acrimonie parmi les Omeyyades, privés de leurs ambitions politiques, notamment pour ce qui concerne le clan d'Abu al-As, dirigé par Marwān ibn Al-Ḥakam. Le calife tente d'affaiblir ce clan en jouant des divisions internes. Ainsi, Marwan est ainsi remplacé à la tête de Médine par un autre omyyade, Sa'id ibn al-As, en 668. Celui-ci a l'ordre de détruire la propriété de Marwan mais refuse d'y donner suite. Finalement, Marwan retrouve sa fonction en 674, avant d'être à nouveau congédié en 678, remplacé par son propre neveu, al-Walid ibn Otba. Au-delà, Mu'awiya entretient des relations empreintes de scepticisme, voire d'hostilité, avec les Banu Hachim, le clan de Mahomet d'Ali, les Banu Makhzum ou les Ansar, autant de familles proches du prophète.
Si Mu'awiya a recentré l'autorité califale à Damas, il ne délaisse pas sa terre d'origine et se rend régulièrement en Arabie, séjourant à Djeddah au printemps, à Ta'if en été et à La Mecque en hiver. Il déploie d'importantes richesses pour développer l'agriculture dans la péninsule aride. Selon la tradition littéraire arabe, il fait creuser d'importants canaux et réservoirs, construit des barrages et des digues pour protéger les terres des inondations saisonnières et fait entretenir des puits dans la vallée de La Mecque et la plaine autour du mont Arafat. Des cultures de dattes et des champs de blé se développent également autour de La Mecque et se maintiennent jusqu'au début de l'ère des Abbassides. Dans la région centrale d'Al-Yamâma, Mu'awiya confisque aux Banu Hanifa les terres d'Hadarim, où il emploie 4 000 esclaves pour cultiver les exploitations. De même, le calife acquiert des terres autour de Ta'if qui, avec celles détenues par ses frères Anbasa et Otba, forment un ensemble très vaste de terres exploitables.
L'une des premières inscriptions en arabe datant du règne de Mu'awiya a été trouvée dans un barrage à 32 kilomètres à l'est de Ta'if, qui en fait le bâtisseur de l'infrastructure en 677 ou 678 et demande à Dieu de lui donner force et victoire. Mu'awiya est aussi crédité d'avoir patronné la construction d'un deuxième barrage à quinze kilomètres à l'est de Médine, selon une inscription trouvée sur le site. Il pourrait s'agir du barrage entre Médine et les mines d'or exploitées par les Banu Sulaym, mentionné par les historiens al-Harbi et al-Samuhdi.

### Guerre avec les Byzantins

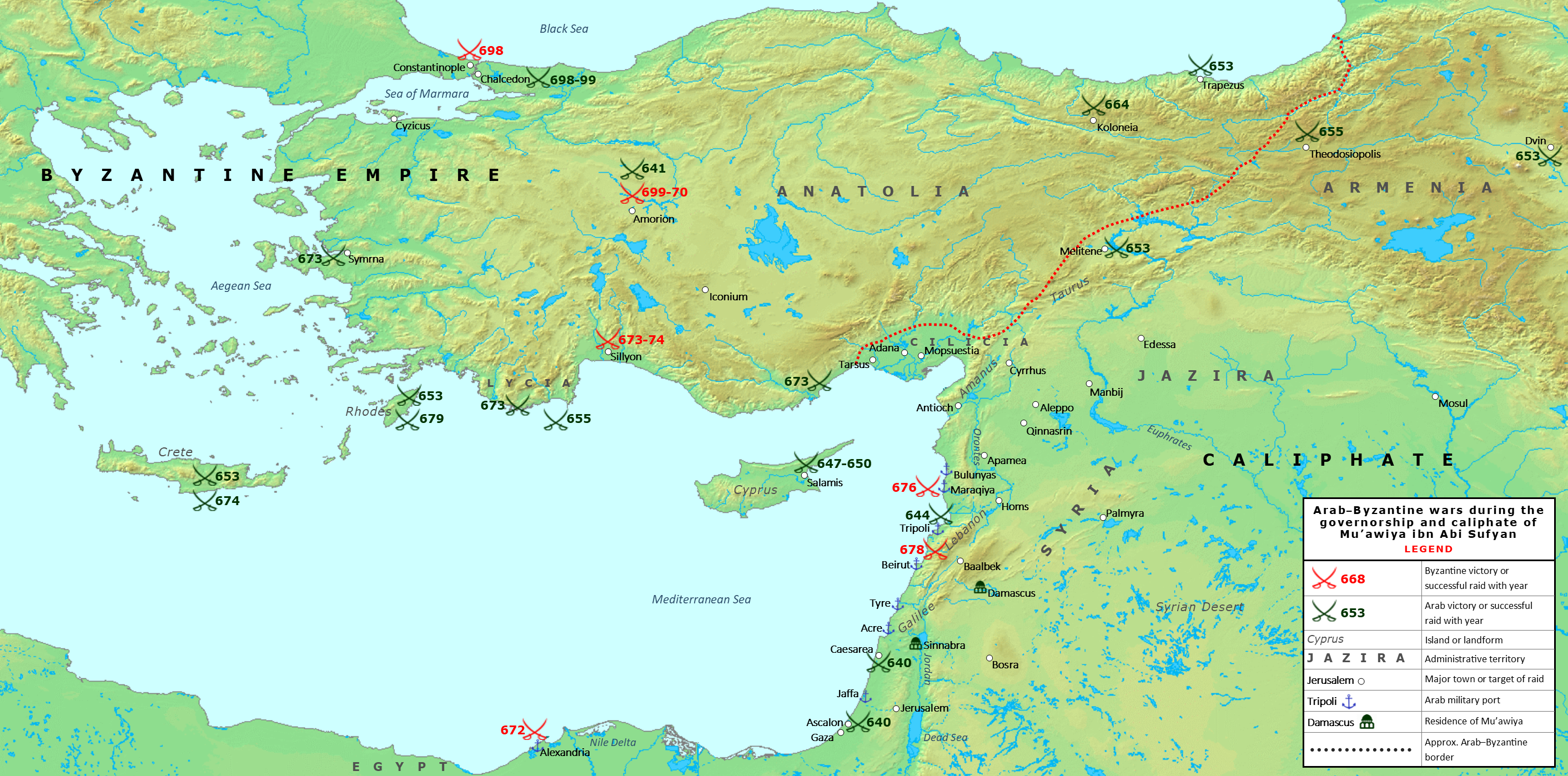
Carte montrant les opérations contre les Byzantins à l'époque où Mu'awiya est gouverneur de Syrie puis calife.

Du fait de sa fonction en Syrie, Mu'awiya dispose d'une grande expérience dans la guerre avec les Byzantins. En tant que calife, il se montre particulièrement engagé dans la guerre contre eux, plus que ses prédécesseurs et ses successeurs. Si la première Fitna entraîne l'abandon de l'Arménie à des princes pro-byzantins, dès 661, Habib ibn Maslama en reprend le contrôle. L'année suivante, l'Arménie devient une principauté tributaire du calife et Mu'awiya reconnaît Grégoire Mamikonian comme le prince régnant. Peu après la fin de la guerre civile, Mu'awiya reprend la guerre contre l'Empire byzantin et, presque chaque année, il engage ses troupes syriennes dans des actions offensives en Anatolie, à travers les massifs du Taurus et de l'Anti-Taurus, qui forment la frontière. Au moins jusqu'en 666, Homs est la principale base avancée des Musulmans, avant qu'Antioche ne soit utilisée à cette fin. Dans l'ensemble, l'armée musulmane est surtout composée des forces tribales venues d'Arabie depuis l'expansion de l'islam. Mu'awiya poursuit aussi ses efforts pour restaurer et repeupler les ports syriens. Face à la réticence des Arabes à peupler des cités côtières, Mu'awiya y déplace des Persans, notamment à Acre et à Tyr. Il transfère également les Asawira, des soldats d'élite persans, de leur garnison de Koufa vers Antioche. Enfin, quelques années plus tard, il installe à Apamée près de 5 000 Slaves qui ont déserté l'armée byzantine.
Les chroniqueurs al-Tabari et Agapios de Manbij datent le premier raid du calife de 662 ou 663, qui se solde par une importante victoire et la mort de nombreux officiers byzantins. L'année suivante, le raid atteint les environs de Constantinople et, en 664 ou 665, Abd al-Rahman ibn Khalid atteint Colonée, au nord-est de l'Anatolie. A la fin de cette décennie, les forces califales s'en prennent à Antioche de Pisidie ou Antioche d'Isaurie. Après la mort de l'empereur Constant II en 668, Mu'awiya devient plus agressif, tant sur terre que sur mer. Selon les sources musulmanes les plus anciennes, les raids atteignent leur acmé entre 668 et 669, avec plusieurs campagnes terrestres et deux grandes offensives navales, menées par une flotte égyptienne complétée d'éléments médinois puis par une flotte syrio-égyptienne. Le point culminant de tous ces assauts serait un siège de Constantinople, que les historiens modernes datent généralement de 674-678, sur la base du récit de Théophane le Confesseur. 
Toutefois, les sources sont globalement contradictoires sur cet événement et sa chronologie, à tel point que le qualificatif de siège est rejeté au profit d'une série de raids ou d'une forme de blocus. C'est le cas de James Howard-Johnston qui considère qu'aucun siège n'a eu lieu. De son côté, Marek Jankowiak s'appuie sur des sources arabes et syriaques pour établir que le siège intervient à une date plus précoce. Selon lui, les assauts de 668-669 sont en fait des tentatives coordonnées du calife de prendre la cité impériale. Al-Tabari rapporte que le fils de Mu'awiya, Yazid, dirige une campagne contre Constantinople en 669, tandis que Ibn 'Abd al-Hakam suggère qu'il est rejoint par les marines égyptiennes et syriennes, dirigées respectivement par Uqba ibn Amir et Fadala ibn Ubayd. Selon Jankowiak, Mu'awiya aurait profité de la révolte du général arménien Saborios pour lancer son invasion. Il pense possible qu'un pacte ait été conclu entre les deux hommes au printemps 667. Toutefois, l'armée envoyée par le calife serait arrivée après la mort de Saborios. Néanmoins, le calife ne s'arrête pas là et envoie Yazid avec des renforts durant l'été. A l'automne, une flotte arabe atteint la mer de Marmara alors que les forces terrestres pillent Chalcédoine et assiègent Constantinople jusqu'au printemps 668. Toutefois, du fait de la famine et de la maladie, le siège est abandonné en juin même si les armées arabes poursuivent un temps leurs pillages autour de Constantinople avant de rentrer en Syrie.
En 669, Mu'awiya lance ses navires jusqu'en Sicile. En 670, ses travaux de fortification d'Alexandrie aboutissent pour sécuriser la cité face aux navires byzantins. Selon al-Tabari et al-Baladhuri, le calife s'empare de Rhodes en 672-674 et colonise l'île pendant sept ans. Elle est finalement abandonnée sous son fils Yazid. Cependant, des historiens modernes comme Clifford E. Bosworth doutent de la réalité de cette occupation, n'évoquant qu'un simple raid en 679-680 par Junada ibn Abi Umayya al-Azdi. Sous l'empereur Constantin IV (668-685), les Byzantins tentent de lancer une contre-offensive, avec un premier raid contre l'Egypte en 672 ou 673. A l'hiver 673, les Arabes réagissent par l'envoi d'une flotte contre Smyrne et les côtes de Cilicie et de Lycie. Malgré tout, les Byzantins remportent une importante victoire navale contre Sufyan ibn Awf, peut-être au large de Sillyon, en 673 ou 674. L'année suivante, Abd Allah ibn Qays et Fadala débarquent en Crète, tandis que les Byzantins mènent un nouveau raid contre Maraclée, tuant à cette occasion le gouverneur d'Homs.
Entre 677 et 679, Théophane le Confesseur affirme que Mu'awiya propose une trêve à Constantin IV du fait de la destruction de sa flotte ou de l'envoi de Mardaïtes contre le littoral syrien. Une paix de trente ans est conclue, qui oblige le calife à payer un tribut annuel de 3 000 pièces d'or, cinquante chevaux et trente esclaves. Il doit également retirer ses troupes qui occupent certaines bases navales byzantines. Toutefois, les autres sources byzantines ou musulmanes ne mentionnent pas cette trêve. Si les Musulmanes n'obtiennent aucun gain territorial contre les Byzantins sous Mu'awiya, les raids lancés par ses troupes syriennes ramènent d'importants butins et prises de guerre, qui assurent l'allégeance de l'armée. En outre, le prestige du calife est renforcé par ses différentes victoires, tandis que les Byzantins ne peuvent réellement entreprendre de contre-attaque durable en Syrie.

### Conquête de l'Afrique du Nord

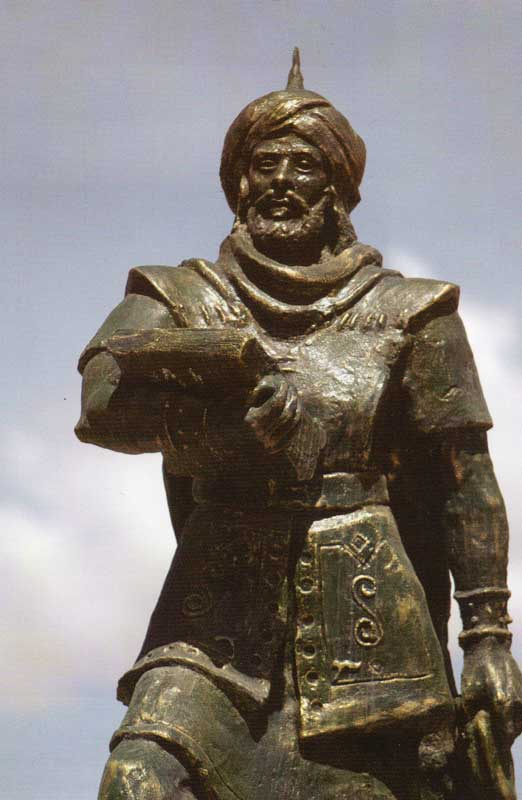
Statue d'Oqba ibn Nafi, général musulman qui joue un rôle cardinal dans la conquête de l'Afrique du Nord.

Si les Arabes ne progressent pas en Anatolie, il en va autrement sur le front nord-africain. Depuis la conquête de l'Egypte et de la Cyrénaïque dans les années 640, les Musulmans se sont contentés de quelques raids contre les possessions byzantines d'Afrique. L'avancée reprend sous Mu'awiya. En 665 ou 666, Ibn Hudayi mène une armée en Byzacène et jusqu'à Gabès, s'emparent un temps de Bizerte. L'année suivante, Mu'awiya envoie Fadala et Ruwayfi ibn Thabit s'attaquer à l'île marchande de Djerba. Dans le même temps, Oqba ibn Nafi, un général ayant joué un rôle clé dans la prise de la Cyrénaïque, réaffirme la présence musulmane dans le Fezzan, prenant l'oasis de Zawila et la capitale des Garamantes, Germa. Il pourrait même s'être avancé jusqu'à Kaouar, dans le Niger actuel.
Les Byzantins ne sont alors pas en mesure d'aider leur province d'Afrique, surtout dans le contexte de l'arrivée au pouvoir de Constantin IV. En 670, Mu'awiya nomme Oqba comme gouverneur des terres musulmanes situées à l'ouest de l'Egypte. Il commande alors 10 000 soldats qu'il envoie à l'ouest de la Cyrénaïque. Il reçoit le soutien des Berbères convertis à l'islam, les Luwata, ce qui lui permet de prendre Ghadamès, Gafsa et la région du Jérid. Il établit une nouvelle ville de garnison, Kairouan, à une distance relativement éloignée de la côte, toujours tenue par les Byzantins autour de Carthage. De là, il peut mener d'autres expéditions et conduire la conversion des tribus berbères de l'arrière-pays.
Mu'awiya finit par congédier Oqba en 673. Il craint probablement que le général ne se constitue un fief en Afrique. La nouvelle province l'Ifriqiya, reste subordonnée à l'Egypte. C'est Abou al-Mouhajir Dinar qui en devient le nouveau gouverneur, poursuivant les campagnes vers l'ouest, jusqu'à Tlemcen où il défait Koceïla, le chef du royaume d'Altava, qui se convertit à l'islam. En 678, un traité est conclu entre les Arabes et les Byzantins, qui cèdent la Byzacène, tandis que les Arabes acceptent de quitter leurs conquêtes les plus septentrionales. Après la mort de Mu'awiya, Yazid rétablit Oqba à la tête de l'Ifriqiya, alors que Koceïla a fait défection, expulsant les Arabes de certaines des conquêtes effectuées sous Mu'awiya.

## Décès et succession

### La préparation de la succession
En rupture avec la tradition islamique d'alors, Mu'awiya nomme son fils, Yazid, comme son successeur. Il semble avoir préparé cela assez tôt et pourrait, dès 666, avoir fait empoisonner le gouverneur d'Homs, Abd al-Rahman ibn Khalid, pour éliminer un rival potentiel. En effet, il est alors particulièrement populaire parmi les Arabes syriens et vu comme un successeur crédible, d'autant qu'il jouit de sa parenté avec le grand général Khalid ibn al-Walid. 
Toutefois, c'est dans la deuxième moitié de son règne que Mu'awiya affirme publiquement sa volonté de voir son fils lui succéder, même si les sources musulmanes ne s'accordent pas sur les circonstances. Selon al-Mada'ini et Ibn al-Athir, al-Mughira est le premier à suggérer que Yazid soit reconnu comme le successeur, recevant l'accord de Ziyad, dès lors que Yazid accepte de cesser ses activités considérées comme impies. Selon al-Tabari, Mu'awiya l'annonce en 675 ou 676 et demande que des serments d'allégeance soient rendus à son fils. Ibn al-Athir rapporte que des délégations de toutes les provinces sont convoquées à Damas pour se faire lire leurs devoirs et les droits du calife, ainsi que les qualités de Yazid. Les représentants provinciaux acceptent tous de le reconnaître comme futur calife, à l'exception d'al-Ahnaf ibn Qays, qui représente l'aristocratie de Bassora et qui finit par se soumettre après avoir été acheté. Al-Mas'udi et al-Tabari ne mentionnent pas cet épisode et n'évoquent qu'une ambassade de Bassora, dirigée par Ubayd Allah ibn Ziyad et qui reconnaît la légitimité de Yazid.
Selon Hinds, Yazid présente l'atout de son lignage, de son âge, de sa faculté de jugement mais surtout, il bénéficie de ses liens avec les Banu Kalb. La confédération de la Quda'a, dirigée par ces derniers, profite directement de la succession de Yazid, dont la mère, Maysun, vient de la tribu des Kalb. Cela explique pourquoi Mu'awiya le préfère à son fils aîné, Abd Allah, dont la mère est Qurayshite. Par ailleurs, en le nommant à la tête des opérations contre les Byzantins, il fait de Yazid le principal général du nord de la Syrie où sont établis les Qaysites, ce qui lui permet d'élargir sa base de soutien à cette faction tribale. Pour autant, le vers d'un poème qaysite montre les limites de cette politique, puisqu'il déclame que jamais les Qaysites ne jureront allégeance au fils d'une Banu Kalb,.
A Médine, plusieurs parents lointains (Marwan ibn al-Hakam, Sa'id ibn al-As et Abdallah ibn Amir) acceptent difficilement la décision de Mu'awiya. Dans l'ensemble, les opposants plus ou moins ouverts au calife sont contraints de se soumettre, soit en étant achetés, soit en étant menacés. Ceux qui persistent dans le refus (Al-Hussein ibn Ali, Abd Allah ibn az-Zubayr, Abdullah ibn Omar ou Abd al-Rahman ibn Abi Bakr) sont des proches des précédents califes ou d'anciens compagnons de Mahomet, tous originaires de Médine. Tous peuvent plus ou moins prétendre à la fonction califale et Mu'awiya tente de se les concilier. Selon Awana ibn al-Haka, Mu'awiya finit par prendre des mesures pour les neutraliser, peu avant sa mort, et en confie la réalisation à certains de ses partisans les plus fidèles, dont Muslim ibn Uqba ou al-Dahhak ibn Qays.

### La mort
Mu'awiya meurt de maladie à Damas, en avril ou mai 680, autour de 80 ans,. La date exacte de sa mort est incertaine. Hicham ibn al-Kalbi la situe le 7 avril, al-Waqidi le 21 avril et al-Mada'ini le 29 avril. Selon Abou Mikhnaf, Yazid lui succède le 7 avril alors qu'Élie de Nisibe évoque la date du 21 avril. Quoi qu'il en soit, Mu'awiya est enterré près de la porte Bab al-Saghir de Damas et ses funérailles sont célébrées par al-Dahhak ibn Qays.

## Historiographie
A l'image d'Othman, Mu'awiya adopte le titre de khalifat Allah, soit le lieutenant de Dieu, à la place du titre de khalifat rasul Allah (le lieutenant du messager de Dieu), utilisé par ses autres prédécesseurs. Ce titre renforce son assise politique et religieuse. Selon al-Baladhuri, il aurait dit que le monde appartient à Dieu et qu'il en est le lieutenant sur terre. Néanmoins, si ce titre a une connotation absolutiste évidente, Mu'awiya n'utilise pas à l'excès son autorité religieuse. Il gouverne plutôt comme un chef tribal, utilisant des alliances avec différents clans, son charisme personnel et sa force de persuasion,. 
En-dehors de sa guerre avec Ali, il ne déploie pas ses troupes syriennes dans d'autres provinces et utilise souvent des cadeaux pour s'allier différents chefs locaux. Selon Julius Wellhausen, Mu'awiya est un diplomatique accompli, avec la capacité à identifier les personnes qui peuvent lui être les plus utiles selon les situations, parvenant à se concilier ceux qui peuvent avoir fait preuve de défiance à son égard.
Selon Patricia Crone, le succès de Mu'awiya s'explique par l'influence tribale en Syrie. Les Arabes y sont rassemblés au sein d'une confédération, la Quda'a mais sont présents partout dans le pays, alors qu'en Egypte et en Irak, leur présence est concentrée dans des garnisons sans cohésion entre elles. De ce fait, tout équilibre entre ces tribus est précaire, ce qui explique la dilution de l'autorité d'Ali. Pour Patricia Crone, Mu'awiya a su prendre parti de cette homogénéité tribale syrienne pour en faire le ciment de son autorité, dans un califat encore fragile. Quant à Martin Hinds, la réussite de Mu'awiya est illustrée par l'usage finalement limitée des troupes syriennes dans l'affirmation de sa légitimité dans l'ensemble du califat. 
Si le système de gouvernement de Mu'awiya apparaît efficace, il n'est pas durable. Le fait qu'il repose sur des affinités personnelles et des liens individuels ne facilite pas l'exercice d'un gouvernement solide. Celui-ci dépend trop d'individualités et de l'état de leurs relations entre elles. Les gouverneurs tendent à amasser des richesses sans être soumis à un système de contrôle effectif. En outre, l'équilibre tribal demeure précaire et peut dégénérer à tout moment. Yazid poursuit le modèle de son père dans un contexte de succession fragile. Il doit notamment faire face à des séditions. S'il parvient à vaincre ses opposants avec l'aide des gouverneurs provinciaux et de l'armée syrienne, le califat sombre dans la guerre civile à sa mort en novembre 683. Bientôt, les Qaysites, qui ont peu à peu migré vers la Syrie, font défection et rejoignent Ibn al-Zubayr, le leader de l'opposition au nouveau calife, Mu'awiya II. Les Qaysites s'opposent notamment à la Quda'a. Il faut une guerre civile pénible, la deuxième Fitna, pour que Mu'awiya consolide son autorité, laquelle n'est pleinement rétablie que sous Marwan et son fils, Abd al-Malik. Cette branche des Omeyyades, les Marwanides, s'orientent alors vers une autre forme de gouvernement où le pouvoir central du calife est mieux assuré, même si le principe de la succession héréditaire demeure comme un héritage durable de Mu'awiya. 
Pour Kennedy, le plus grand mérite de Mu'awiya est sa capacité à préserver l'unité du califat. Stephen Humphreys souligne par ailleurs que Mu'awiya ne renonce pas aux visées expansionnistes et entretient un appareil militaire ambitieux. Il renforce notamment la marine alors embryonnaire pour concurrencer voire dominer la marine byzantine. Il sécurise aussi le contrôle sur le nord-est de l'Iran et maintient la pression contre les dernières possessions byzantines en Afrique du Nord. 
Mu'awiya est le premier calife dont le nom apparaît sur les pièces ou divers documents du califat encore naissant. Ces noms ne sont généralement accompagnés d'aucune mention religieuse, à l'exception des titres de serviteur de Dieu ou de commandeur des croyants. Cette faible présence de l'islam a mené certains historiens (Fred Donner par exemple ou Gerd-Rüdiger Puin) à douter de la ferveur religieuse de Mu'awiya, voire à considérer qu'il adhère à une forme assez mal définie de monothéisme ou reste influencé par le christianisme. En revanche, Robert G. Hoyland considère au contraire que son opposition à l'empereur byzantin Constant II a des connotations religieuses, allant jusqu'à dénier toute divinité au Christ. De même, il voit dans certaines de ses visites dans des villes encore largement chrétiennes, comme Jérusalem, la volonté de Mu'awiya de s'affirmer comme le remplaçant de l'empereur byzantin comme représentant de Dieu sur terre. 

### Héritage
Les premiers chroniqueurs musulmans, souvent issus de l'Iraq dont sont originaires les Abbassides, sont hostiles aux Omeyyades syriens. En effet, l'Irak est alors perçue comme une périphérie au sein du califat. Par ailleurs, les Abbassides ayant renversé les Omeyyades, ils construisent leur légitimité en opposition avec cette dynastie, n'hésitant pas à ternir leur mémoire. Ainsi, différents califes comme As-Saffah ou Al-Mutadid proclament publiquement leur dédain pour leurs prédécesseurs omeyyades, dont Mu'awiya. Malgré ces récits souvent dépréciateurs, Mu'awiya est généralement plus épargné que les autres califes omeyyades. 
Les chroniqueurs musulmans reconnaissent souvent ses succès et son usage de la persuasion plutôt que de la force pour imposer son autorité. Ils soulignent sa pondération, son habileté et ses aptitudes de leader ainsi que sa capacité à lire dans l'esprit de ses interlocuteurs,. La tradition historique regorge d'anecdotes à propos de sa maîtrise de lui-même et de sa perspicacité. 
Muʿawiya ibn ʾAbī Sufyān est un personnage fondateur de l'empire arabo-musulman et comme le souligne Hichem Djaït dans son livre La Grande Discorde : « La faiblesse de sa précellence, reliée à son aristocratisme, ne pouvait que le gêner [...] Mais d'un autre côté et surtout, Muʿawiya a inauguré une manière de sécularisation dans la conception du pouvoir, parce qu'il a prouvé que le pouvoir était à celui qui savait le prendre, l'assumer et le garder, à celui qui en était politiquement digne. De fait et dans l'ensemble, Muʿawiya aura été un excellent dirigeant.»